# Ruben Van Gucht
Ruben Pieter Van Gucht (Bornem, 26 november 1986) is een Belgisch sportpresentator. Sinds januari 2012 is hij voltijds journalist bij de VRT-sportredactie.

## Carrière
Van Gucht studeerde communicatiewetenschappen aan de VUB. Tussen 2009 en 2012 werkte hij bij de regionale televisiezender RTV en bij EXQI. Bij EXQI werd hij ingeschakeld als commentator bij diverse sporten. Als voetbalcommentator was hij te horen bij wedstrijden van RSC Anderlecht, Club Brugge en Standard Luik in de UEFA Europa League. Daarnaast zorgde hij ook voor de verslaggeving bij heel wat autosportwedstrijden en andere sporten. Maar Van Gucht was vooral te horen bij het wielrennen. EXQI nam enkele jaren de rondes van Zwitserland, Romandië, Wallonië, Turkije, Qatar, Oman en een hele reeks eendagswedstrijden voor zijn rekening. Samen met co-commentatoren als Hans De Clercq, Hendrik Redant of Johan Museeuw verzorgde hij het commentaar bij al deze wielerwedstrijden.
Begin 2012 maakte hij de overstap naar de VRT, waar hij in de eerste plaats voor Het Journaal werkt. Daarnaast werd hij door Sporza ook al ingeschakeld als presentator van het Belgisch kampioenschap wielrennen op de weg in Geel en als commentator van onder andere de Eneco Tour. Voor Sporza Radio neemt Ruben Van Gucht geregeld een voetbalwedstrijd of veldrit voor zijn rekening. In De zevende dag was hij tussen 2013 en halfweg 2017 de presentator van de sportrubriek. Sinds het najaar van 2014 presenteert hij het radioprogramma Radio2 weekwatchers op zaterdagochtend tussen 8 uur en 10 uur. Van 2020 tot 2021 heette het programma Wat een week en presenteerde Van Gucht het samen met Kim Debrie.
Op 18 april 2015 werd hij tijdens het Gala van de Vlaamse Televisie Sterren 2015 gehuldigd met de "Rijzende Ster". Later dat jaar verscheen een quizboek van zijn hand: Het Grote Sporza Quizboek.
In 2015 presenteerde hij op Canvas drie keer Extra Time Koers, een talkshow over wielrennen. In 2016 kwam het programma zes weken terug, waarin teruggeblikt werd op voorjaarsklassiekers uit het wielrennen. Ook de jaren daarna kwam het programma terug. Eveneens in 2016 presenteerde hij zes weken De kleedkamer, waarin hij met ex-voetballers terugblikt op een succesjaar van hun voormalige club. In 2017 en 2018 volgde respectievelijk een tweede en derde seizoen. In 2019 en 2020 volgen nog nieuwe afleveringen.
In 2017 reed Van Gucht twee dagen voor de Ronde van Vlaanderen zelf het nieuwe parcours. Zijn rit werd live op Canvas uitgezonden onder de naam Voor de Ronde. In 2017 had hij een cameo in F.C. De Kampioenen 3: Forever.
Ook in 2017 schreef hij een boek, Sportman, met anekdotes over sportfiguren. In 2018 volgde een gelijknamige theatershow, waarvan een tweede deel in 2020 begon.
In 2018 werd hij aangever in een zaalshow van Jacques Vermeire. In 2019 werd dat voortijdig beëindigd.
Sinds 2022 becommentarieert hij samen met Ine Beyen voor Sporza wielerwedstrijden voor vrouwen, waaronder Tour de France Femmes.
Van Gucht presenteert het televisieprogramma en podcast Wielerclub Wattage met als panelleden Jan Bakelants, Dirk De Wolf, Tom Boonen, Mark Uytterhoeven en Tom Dumoulin.

## Privéleven
Van Gucht was zeven jaar getrouwd met onderneemster Laurence Van Tongerloo. Eind 2021 gingen ze uit elkaar. 
Op 23 mei 2022 stapte Van Gucht opnieuw in het huwelijksbootje, met de Kroatische voormalige hoogspringster Blanka Vlašić. In 2022 kregen ze een zoon.
Van Gucht is een grote liefhebber van wielrennen, al heeft hij altijd voetbal gespeeld. Hij kwam uit voor FC Sint-Jozef Londerzeel, KSV Bornem en Delta Londerzeel.

## Trivia
Van Gucht nam vóór zijn carrière op de VRT op 24-jarige leeftijd deel aan het spelprogramma Blokken.
Huidig (anno 2022):
Luc Appermont · Cara Cobbaert · Anja Daems · Sandra Deakin · Karolien Debecker · Kim Debrie · Peter De Groot · Lars De Groote · Guy De Pré · Chris Dusauchoit · Dirk Ghijs · Peter Hermans · Wouter Landuyt · Filip Ledaine · Daan Masset · Caren Meynen · Sven Pichal · Marc Pinte · Harald Scheerlinck · Siska Schoeters · Benjamien Schollaert · Showbizz Bart · Sharon Slegers · Jo Van Damme · Niels Vandeloo · Sonny Vanderheyden · Cathérine Vandoorne · Christel Van Dyck · Ruben Van Gucht · Iris Van Hoof · Vanessa Vanhove · Britt Van Marsenille · David Van Ooteghem · Peter Verhulst · Dirk Vlaeyen · Pascal Vranckx · Albrecht Wauters
Voormalig:
Luk Alloo · Johan Anthierens · Nand Baert · Erik Baeyens · Wim Bary · Jos Baudewijn · Flor Berckenbosch · Marcel Beerten · Wilfried Bertels · Marc Brillouet · Els Broeckmans · Fred Brouwers · Edwin Brys · Ro Burms · Walter Capiau · Annemie Coppieters · Harry Creemers · Karel Daerden · Christoff · Conny De Boos · Hein Decaluwé · Jessie De Caluwe · Jo met de Banjo · Gust De Coster · Martin De Jonghe · Paula De Meulder · Els De Vuyst · Frank Dingenen · Michel Follet · Jacky Geerts · Jos Ghysen · Margriet Hermans · Irene Houben · Michel Ilsen · Rita Jaenen · Chris Jonckers · Tante Kaat · Luk de Laat · Jo Leemans · Leki · Kathy Lindekens · Kris Luyten · Micha Marah · Betty Mellaerts · Kaat Mendonck · Freek Neirynck · Line Ooms · Sven Ornelis · Katrien Palmers · Gerard Pollet · Julien Put · Hugo Raspoet · Niko Reynaert · Luk Saffloer · Karel Segers · Lennart Segers · Lutgart Simoens · Rudi Sinia · Dirk Somers · Dré Steemans · Jan Theys · Gene Thomas · Wiet Van Broeckhoven · Marc Van den Hoof · Dieter Vandepitte · Karin Van den Berghe · Thomas Van der Spiegel · Kurt Van Eeghem · Wim Van Gansbeke · Els Van Herzeele · Ilse Van Hoecke · Bert Van Molle · Jan Van Rompaey · Paula Van Wilder · Louis Verbeeck · Karel Vereertbruggen · Herwig Verhovert · Luc Verschueren · Johan Verstreken · Tom Vossen · Eddy Wally · Niels William · Edwin Ysebaert · Zaki